# Marumer zwembadmoord
De Marumer zwembadmoord betreft de moord op de 40-jarige Jan Elzinga bij het zwembad in Marum op 10 juli 2012. Meerdere celstraffen oplopend tot twintig jaar werden opgelegd aan onder meer de schutter, de ex-vriendin van het slachtoffer en haar broer en moeder.

## Moord
De 40-jarige Jan Elzinga uit Marum was 's ochtends vroeg op 10 juli 2012 onderweg naar het zwembad in Marum toen hij op klaarlichte dag werd vermoord: hij werd van dichtbij met een vuurwapen in zijn borst geschoten voor de ingang van het zwembad. Elzinga ging dagelijks naar het zwembad om baantjes te trekken. Volgens kroongetuige Willem P. zou hij vermoord zijn omdat hij zijn vriendin mishandelde en vreemdging.
De auto van de schutter werd vlak daarna brandend aangetroffen buiten het dorp. Vrijwel direct na de moord volgden aanhoudingen van Willem P. en Pascal E. Opdrachtgever Willem P. uit Kampen zou schutter Pascal E. uit Zwolle 15.000 euro aan contanten hebben gegeven voor het plegen van de moord. Later werd duidelijk dat de schoonfamilie van het slachtoffer via wapenhandelaar Johan L. uit Kampen opdracht zou hebben gegeven voor de moord, waarmee dertigduizend euro gemoeid was.

## Vervolging
Eind 2013 kregen schutter Pascal E. (36) en opdrachtgever Willem P. (45) celstraffen van vijftien en achttien jaar opgelegd door de rechtbank in Groningen. De twee gingen in hoger beroep; E. omdat hij zijn straf te hoog vond en P. omdat hij zei dat hij onschuldig was. Bij het gerechtshof in Leeuwarden bleef in 2014 de straf van E. onveranderd en de straf van P. werd verhoogd tot 20 jaar. De eerdere straf deed volgens het hof onvoldoende recht aan de ernst van het misdrijf. P. ging in cassatie tegen de uitspraak van het gerechtshof en kreeg in 2016 vijf maanden strafvermindering omdat de Hoge Raad niet snel genoeg op het cassatieverzoek reageerde. Het verzoek zelf werd verworpen.
P. sloot vervolgens in 2019 een deal met het Openbaar Ministerie voor strafkorting en werd kroongetuige. Hij vertelde dat de schoonfamilie achter de moord zat – iets wat E. in 2012 ook al aangaf maar waar het OM toen te weinig bewijs voor zag. Dit leidde toentertijd wel tot de aanhouding van de partner van het slachtoffer en haar broer. Na twee weken kwamen ze weer vrij, maar bleven wel aangemerkt als verdachte. De kroongetuigedeal resulteerde in 2021 in de aanhouding van de schoonfamilie en Johan L.

### Schoonfamilie
Eind 2022 legde de rechtbank in Groningen celstraffen van twintig jaar op aan ex-vriendin Monique H. (43) uit Hollandscheveld, haar broer Marcel H. (40) uit Nieuw-Roden en hun moeder Jacoba van der L. (61) uit Roden omdat zij opdracht zouden hebben gegeven voor de zwembadmoord. Bovendien werd Johan L. (57) veroordeeld tot zeven jaar cel; hij was een tussenpersoon en regelde ook het moordwapen. Ze gingen alle vier in hoger beroep bij het gerechtshof in Leeuwarden.

### Hoger beroep
Het hoger beroep diende bij het gerechtshof Arnhem-Leeuwarden in februari 2024. Het Openbaar Ministerie eiste in hoger beroep 20 jaar celstraf voor Monique H. en Marcel H., 17 jaar celstraf voor Jacoba van der L. en 12 jaar voor Johan L.
De veroordeling door de rechtbank in Groningen in 2013 was mede gebaseerd op een verklaring en sms-berichten van Willem P. Op basis daarvan kreeg hij 30% strafvermindering. Bij het hoger beroep bleek dat de sms-berichten waren vervalst. De strafkorting kon niet meer ongedaan worden gemaakt. Voor het liegen onder ede kreeg hij anderhalf jaar gevangenisstraf opgelegd. Het Openbaar Ministerie vond ondanks de vervalste berichten het door Willem P. geschetste scenario nog steeds het meeste waarschijnlijke. De rechtbank sprak van een vormfout maar niet dusdanig dat het Openbaar Ministerie de vervolging moest staken.

#### Rechtbank gewraakt
Op 25 april 2024 zou het gerechtshof uitspraak doen. Voordat het arrest werd uitgesproken stond het arrest van een van de vier verdachten echter al online op rechtspraak.nl. Volgens een van de advocaten was het hof niet meer onafhankelijk en was er sprake van vooringenomenheid en daarom werd het hof gewraakt.
Op 15 mei 2024 deed de wrakingskamer uitspraak: zij verklaarde het verzoek ongegrond, omdat "de sluiting van het onderzoek alleen nog een formele handeling zou zijn". Op dezelfde dag kwam het gerechtshof met de veroordeling: 14 jaar celstraf voor Monique H., Marcel H. en Jacoba van der L. en 6 jaar celstraf voor Johan L. De veroordelingen waren lager dan eerder uitgesproken omdat het gerechtshof liet meewegen dat privacy van verdachten werd geschonden en de kroongetuige had gelogen. Het OM legde zich erbij neer, maar alle vier de verdachten gingen in cassatie bij de Hoge Raad.

## Aandacht in de media
De zwembadmoord kreeg veel aandacht in lokale media als RTV Drenthe, RTV Noord en de Leeuwarder Courant. De website NU.nl maakte een zesdelige podcastserie.